# Éditions Solar
 (août 2013).
Si vous disposez d'ouvrages ou d'articles de référence ou si vous connaissez des sites web de qualité traitant du thème abordé ici, merci de compléter l'article en donnant les références utiles à sa vérifiabilité et en les liant à la section « Notes et références ».
Les Éditions Solar ont été fondées en 1943 en principauté de Monaco par Raoul Raviola dit Solar qui est son pseudonyme dans la Résistance. C'est la raison pour laquelle cette société est souvent nommée Éditions Raoul Solar. En 1958, les éditions Solar ont été rachetées par les Presses de la Cité après le décès de Raoul Solar. Jusqu'en 2018 les éditions Solar ont été associées à des maisons de littérature comme les éditions Belfond, Presses de la Cité, les éditions Omnibus, Slalom, et aux maisons d'éditions de livres illustrés ou pratiques Lonely Planet (pour la langue française), Hors collection, Acropole et Le Pré au Clerc, au sein de la société Place des Éditeurs, présidée jusqu'en 2017 par Jean Arcache, filiale du groupe Editis lui-même filiale du groupe espagnol Planeta depuis 2008.
En septembre 2006 Jean-Louis Hocq avait été nommé directeur de Solar éditions.
Le 1er septembre 2018, toujours dans le groupe Editis, les éditions Solar ont rejoint avec Lonely Planet, Hors Collection, Acropole et Pré au clerc l'entité Edi8 présidée par Vincent Barbare aux côtés notamment des maisons d'édition First, Gründ et Tana pour participer à la constitution d'un « champion » du marché des livres pratiques et illustrés. Le pôle "Illustré-Tourisme-Pratique" de la société Edi8 est dirigé par Frédérique Sarfati dont Jean-Louis Hocq est adjoint pour les marques Solar et Hors Collection.

## La maison d'éditions
Le catalogue Solar possède plus de 1 000 titres qui concernent des livres d'art de vivre autour des thèmes suivants : Bien-être et santé, Sports, Gastronomie, Jeux, Vie quotidienne, Décoration et Loisirs créatifs, Nature & Jardinage. Cet éditeur a été en coédition sur de nombreux projets et multiplie les partenariats. Solar publie plus de 200 nouveautés par an, pour l'essentiel des créations.

### Développement et place dans le milieu éditorial français
Parmi plusieurs partenariats, après Géo ou Ushuaïa, en 2013 Solar obtient l'exclusivité des publications éditoriales du club de football PSG, remplaçant Hugo & Cie, et renforçant sa présence sur les publications sportives.
La maison Solar est classée parmi les 200 plus grosses maisons d'éditions françaises, par Livres Hedbo, durant l'année 2017.

### Développement international
Les Éditions Solar, avec le groupe Editis, rejoignent le catalogue Open Road Media.

« Place des éditeurs, appartenant au groupe Editis, et Open Road Integrated Media, éditeur de livres numériques et de contenus multimédias, ont annoncé à la Foire du livre de Francfort un accord de partenariat international pour l'édition numérique. Open Road Media numérisera, distribuera et commercialisera en Amérique du Nord les traductions en langue anglaise des titres du catalogue Place des Éditeurs »

— Claude Combet, Place des Editeurs signe un accord pour l'édition numérique avec Open Road Media